# 李渊如
李渊如（1894年－1969年），又名如愚，是倪柝声在文字出版方面的重要同工。她才学深博，精明能干，眼光独到，性格严谨，有“女状元”之称。
1894年，李渊如出生于湖北省沔阳县，幼年丧父，家境贫寒。毕业于省城武昌第一女子师范学校，毕业考试时母亲去世。毕业后曾去保定、天津教书，1917年来到南京女子师范学校任校监，职责是将学校非基督化。当时该校音乐教师蔡苏娟带领200名学生中的72名学生相信耶稣，引起家长反对。并有报章刊载此事。李渊如严厉地对待基督徒学生，烧毁从宿舍搜出的37本圣经。
1918年，李渊如一改反对基督信仰的态度，在美北长老会女传教士李曼小姐（Mary Leaman）（蔡苏娟谊母）处接受福音，在长老会颜料坊福音堂受洗，并转到长老会明德女中任校监。1920年3月离开教职，成为全时间事奉的女传道人，与学生缪韵春、张耆年同工；她任教于贾玉铭院长主持的金陵女子神学院，自1919年起又担任贾玉铭、高师竹、成寄归所创办的著名属灵刊物《灵光报》主编。
1923年1月，李渊如应王载之邀去福州主领传福音，带进了当地的属灵复兴，并结识了倪柝声。1926年，李渊如和成寄归邀请倪柝声去南京养病，那时她已经接受倪柝声地方教会的道路，和她的学生缪韵春、张耆年，开始了南京的擘饼聚会。
1927年3月，北伐军攻打南京时，发生攻击基督教的南京事件，砸坏了《灵光报》报社，于是倪柝声从军的弟弟用军车把倪柝声、李渊如、缪韵春、张耆年接出南京，前往上海，加入在新闸路赓庆里汪佩真家的聚会，同年开始与倪柝声同工，负责上海福音书房的文字编辑工作。李渊如、缪韵春、张耆年三位姊妹在哈同路文德里26号租房居住，擘饼聚会就搬到文德里26号楼下的客堂。次年（1928年）初聚会迁到同弄34号倪柝声住所的楼下。1933年，福音书房出版《通问汇刊》，1937年出版《敞开的门》，李渊如都作为倪柝声的代理编辑，起了很大的作用。李渊如在地方教会的同工中比较年长（比倪柝声大9岁），在属灵方面有相当的分量，因此虽然地方教会公开教导不赞成女性居于领导地位，李渊如（以及汪佩真）却仍然长期受到普遍的敬重。
抗战期间，李渊如前往西南一带布道。1942年，上海地方教会许多信徒批评倪柝声经营中国生化制药厂，常有信徒到李渊如家去告状。李渊如被卷入这一风波，意志消沉，和张耆年离开侍奉到苏州隐居。但到1946年时，她已经懊悔自己的举动。1948年春，李渊如与倪柝声又恢复了交通，继续任上海福音书房编辑。
1950年代初，李渊如投入很大精力，帮助倪柝声将1948年和1949年鼓岭训练中所释放的重要信息，如《人的破碎与灵的出来》，《神话语的职事》，《主工人的性格》等，以最快的速度出版。
1956年1月29日晚，62岁的李渊如和汪佩真、张愚之、蓝志一等同时在上海被公安机关逮捕，被控为“倪柝声反革命集团”成员，判处15年徒刑。她和汪佩真一同囚禁在上海市提篮桥监狱女监。李渊如一直没有出狱，1970年代病故。